# 宮城県道47号蔵王川崎線
宮城県道47号蔵王川崎線（みやぎけんどう47ごう ざおうかわさきせん）は、宮城県刈田郡蔵王町から柴田郡川崎町に至る県道（主要地方道）である。

## 概要
宮城県刈田郡蔵王町の宮城県道12号白石上山線から通称すずらん峠を経由し宮城県柴田郡川崎町の前川集落、中心部を縦断、国道286号・国道457号を結ぶ県道路線。すずらん峠および川崎町役場近く-終点付近は道幅が狭い区間があり、通行に注意を要する。共に時速30km制限、更に川崎町役場近く-終点は大型貨物自動車等通行止め（一部時間制限あり）になっている。すずらん峠を避ける蔵王町-川崎町間の迂回路としては国道457号または仙南広域農道蔵王コスモスライン、川崎町役場近く-終点付近は宮城県道14号亘理大河原川崎線-(宮城川崎インターチェンジ入口交差点)-国道286号・国道457号重複区間または川崎町道-(国営みちのく杜の湖畔公園近く)-国道286号を使用できる。

### 路線データ
- 起点：宮城県刈田郡蔵王町遠刈田温泉（宮城県道12号白石上山線交点）
- 終点：宮城県柴田郡川崎町川内七曲山（国道286号・国道457号交点）
- 陸上距離：11.9431 km[1]

## 歴史
- 1993年（平成5年）
  - 5月11日 - 建設省から、県道白石川崎線の一部・県道宮城川崎線の一部が蔵王川崎線として主要地方道に指定される[2]。
  - 10月19日 - 県道番号が決定[3]され、従前の主要地方道69号から、県道47号に変更される。（12月1日より施行）
- 2015年（平成27年）11月11日 - 蔵王町内の起点付近の急カーブ箇所で、道路改良工事が完了し供用開始。[4]

## 路線状況

### 重複区間
- 宮城県道14号亘理大河原川崎線（柴田郡川崎町前川字本町 - 柴田郡川崎町前川字中町）

## 地理

### 通過する自治体
- 刈田郡蔵王町
- 柴田郡川崎町

### 交差する道路
- 宮城県道12号白石上山線（刈田郡蔵王町遠刈田温泉、起点）
- 宮城県道14号亘理大河原川崎線（柴田郡川崎町前川字本町 - 重複 - 柴田郡川崎町前川字中町）
- 仙南広域農道蔵王コスモスライン（柴田郡川崎町前川字大森）
- 国道286号・国道457号（柴田郡川崎町川内字七曲山、終点）

### 沿線にある施設など
- 川崎町役場（柴田郡川崎町前川字裏丁）
- 川崎郵便局（柴田郡川崎町前川字裏丁）
- 川崎町立川崎小学校（柴田郡川崎町前川字舘山西）